# جماعة أنصار الدولة
جماعة أنصار الدولة (بالإندونيسية: Jamaah Ansharut Daulah) هي مجموعة إندونيسية تم الإبلاغ عن ارتباطها بتفجيرات سورابايا 2018، وتفجيرات كاتدرائية جولو 2019. تم الإبلاغ عن قيام الدولة الإسلامية في العراق والشام (داعش)  بالإعلان عن مسؤوليتهما عن كلا الهجومين. تم تحديد المجموعة من قبل وزارة خارجية الولايات المتحدة كمنظمة إرهابية في عام 2017.
في 31 يوليو 2018 أصدرت محكمة بجنوب جاكرتا قرارًا يحظر المنظمة، مما يسمح بالقبض على جميع أعضائها والمنظمين.
يُعتقد أن عضوين من جماعة أنصار الدولة قاما بالهجوم على وزير الأمن ويرانتو بسكين في 10 أكتوبر 2019، مما أدى إلى نقل ويرانتو إلى المستشفى. تعرض ثلاثة أشخاص آخرين، من بينهم شرطي، للطعن والإصابة.